# Sarah Vaughan

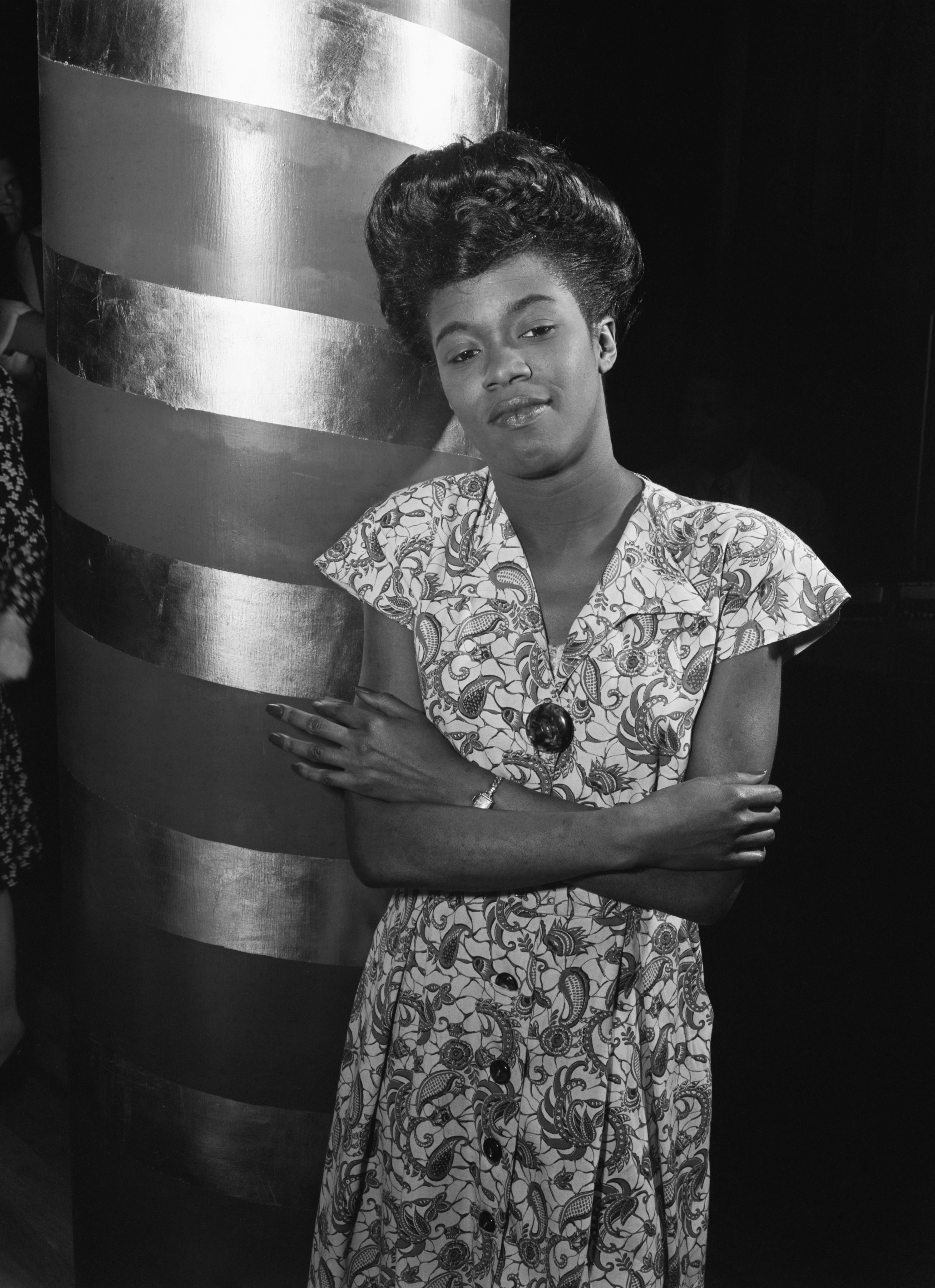
Sarah Vaughan w Cafe Society, Nowy Jork, wrzesień 1946

Sarah Lois Vaughan (zwana Sassy i The Divine One) (ur. 27 marca 1924 w Newark, zm. 3 kwietnia 1990 w Hidden Hills) – amerykańska wokalistka jazzowa.

## Życiorys
Ojciec Sary Vaughan – Asbury „Jake” Vaughan był cieślą, lecz grywał na gitarze i pianinie, a matka – Ada Vaughan pracowała w pralni i śpiewała w chórze kościelnym. Młoda Sarah Vaughan przez dziesięć lat pobierała lekcje fortepianu, śpiewała też w chórze kościelnym Mount Zion Baptist Church, a w wieku 12 lat została w nim organistką. W 1942 r. wygrała amatorski konkurs talentów w Apollo Theater w Harlemie. Billy Eckstine, który śpiewał wówczas w big-bandzie Earla „Fatha” Hinesa, dostrzegł jej talent i w 1943 r. zaproponował jej posadę wokalistki i drugiej pianistki w zespole. Rok później Eckstine zaangażował ją do swojej własnej grupy. W niej Sarah Vaughan zetknęła się z pionierami modern jazzu: Charliem Parkerem i Dizzym Gillespiem. Dzięki wspólnym nagraniom z zespołem Eckstine’a, dokonanym w 1945 r., poznała podstawy nowej muzyki, która charakteryzowała cały jej późniejszy dorobek.
Po odejściu od Eckstine’a przez krótki czas występowała w zespole Johna Kirby’ego (1945–46), po czym zdecydowała się na karierę solową. W 1947 r. wyszła za trębacza George’a Treadwella, który został jednocześnie jej menedżerem. Pracę studyjną i koncertową lat 50. rozpoczęła w 1950 r. od wspólnych nagrań z Milesem Davisem, po czym nagrała liczne albumy z muzyką popularną w Mercury Records oraz muzykę bliższą jazzowi w wytwórni EmArcy. Nagrania te powstały przy współudziale Clifforda Browna, Cannonballa Adderleya i muzyków zespołu Counta Basiego. W latach 60. Vaughan miała już ustaloną markę. Odeszła też od jazzu w kierunku komercyjnych nagrań z towarzyszeniem orkiestry.
Dopiero w latach 70. zaczęła ponownie regularnie występować i nagrywać z muzykami jazzowymi. W 1974 r. wystąpiła na Festiwalu Jazzowym w Monterey, a w 1978 r. nagrała album z kwartetem: Oscar Peterson, Joe Pass, Ray Brown i Louie Bellson. Rok później ukazał się Duke Ellington Song Book One, w którego realizacji wzięli udział tacy muzycy jak: Zoot Sims, Frank Foster, Frank Wess, J.J. Johnson i Joe Pass. W 1980 r. Vaughan wystąpiła na koncercie w Carnegie Hall, powróciła też do śpiewania z Eckstine’em w Apollo Theater, w miejscu, gdzie zaczęła się jej kariera. Koncertowała i nagrywała z najwybitniejszymi muzykami od Parkera i Petersona po Herbiego Hancocka, Rona Cartera, Billa Higginsa, Dizzy’ego Gillespiego, Dona Cherry’ego, Maynarda Fergusona, Chucka Mangione. Śpiewała również w zespołach Jimmy’ego Jonesa (1948–52, 1954–58), Roya Hayesa (1953–58), Richarda Daviesa (przełom lat 50. i 60.), Rolanda Hanny’ego (1961–63), Boba Jamesa (1965–68), Jana Hammera (1970–71), Jimmy’ego Cobba (1970–78), Andy’ego Simpkinsa (Od 1979) i Harolda Jonesa (od 1980).
W 1945 r. Vaughan wygrała w ankiecie czytelników pisma „Esquire”, w latach 1947–1952 triumfowała w magazynie „Down Beat”, a w latach 1948–1952 w „Metronome”. Obdarzona niezwykłą skalą i idealną modulacją, potrafiła subtelnie panować nad jakością swego głosu. Często frazy śpiewane delikatnym, ciepłym głosem kontrastowały z fragmentami interpretowanymi szorstkim, nosowym vibrato czy gardłowym warczeniem. Zdobyta w czasie współpracy z Eckstine’em wiedza na temat bebopu pozwoliła jej wplatać do śpiewu nowocześniejsze elementy jazzowej struktury.
W 1989 otrzymała nagrodę NEA Jazz Masters Award.

## Dyskografia
- Billy Eckstine (1945)
- It’s You or No One (1946–47)
- Tenderly (1947)
- Time and Again (1947–48)
- The Devine Sarah Vaughan: The Columbia Years (1949–53)
- Perdido: Live at Birdland (1953)
- Sarah Vaughan and Clifford Brown (1954)
- Sings Broadway (1954–56)
- In the Land of Hi-Fi (1955)
- Sassy (1956)
- The Rodgers and Hart Songbook (1956)
- Swingin’ Easy (1957)
- The George Gershwin Songbook (1957)
- No Count Sarah (1958)
- Misty (1958)
- I’ll Be Seeing You (1959–60)
- After Hours (1961)
- Sissy Swings the Tivoli (1963)
- Sarah Sings Soulfully (1963)
- Sarah Plus 2 (1964)
- Sassy Swings Again (1967)
- Sarah Vaughan & Michel Legrand (1972)
- Live in Japan (1973)
- How Long Has This Been Going On (1978)
- Duke Ellington Songbook (1979)
- Send in the Clowns (1981)
- Songs of the Beatles (1981)
- Crazy and Mixed Up (1982)
- Brazilian Romance (1987)